# ダン・ミラー (プロレスラー)
ダン・ミラー（"Dandy" Dan Miller、本名：Daniel D. Miller、1932年6月5日 - 2016年6月6日）は、アメリカ合衆国のプロレスラー。オハイオ州フリーモント出身のドイツ系アメリカ人。
実兄のビル・ミラーもプロレスラー。体格および実績では兄のビルに劣るものの、NWAの主要テリトリーやWWWFなどの激戦区において、ベビーフェイスとヒールの両方のポジションで活動した。

## 来歴
兄のビル・ミラーの影響を受け早くからレスリングを始め、ビルと同じオハイオ州立大学でレスリング部のキャプテンも務めた。オハイオ地区のプロモーターだったアル・ハフトにスカウトされ、1950年代にデビュー。地元オハイオのMWA（ミッドウエスト・レスリング・アソシエーション）を経て、カルガリー、トロント、ジョージアなどNWAのテリトリーをベビーフェイスのポジションで転戦した。
1960年4月、日本プロレスに初来日し、レオ・ノメリーニやサニー・マイヤースと共に第2回ワールド大リーグ戦に出場。6月2日に大阪府立体育館にてフランク・バロアと組み、力道山&吉村道明を破り空位となっていたアジアタッグ王座を獲得した。以降、1967年4月と1969年8月にも日本プロレスに来日している。
1960年代前半はハリー・サンプソン（Harry Sampson）などの変名でAWAのリングにも出場。太平洋岸北西部でも活動し、1963年11月5日にはワシントン州タコマにてルー・テーズのNWA世界ヘビー級王座に挑戦。タッグではロニー・エチソンやホイッパー・ビリー・ワトソンをパートナーに、キンジ渋谷&ミツ荒川の日系悪党コンビとタイトルを争った。
1965年、ヒールのポジションでニューヨークのWWWFに参戦。ビル・ミラーとの兄弟タッグで活躍し、8月5日にゴリラ・モンスーン&ビル・ワットからUSタッグ王座を奪取、翌1966年2月21日にジョニー・バレンタイン&トニー・パリシに敗れるまで保持した。戴冠中の1965年11月25日には、ワシントンD.C.にてブルーノ・サンマルチノのWWWF世界ヘビー級王座に挑戦している。
その後はオーストラリアに遠征し、ジム・バーネット主宰のワールド・チャンピオンシップ・レスリングにて、当時ザ・デストロイヤーと名乗っていたガイ・ミッチェルのマネージャーを担当したこともある。
1960年代後半はベビーフェイスに戻ってデトロイトやテキサスなどを転戦。デトロイトでは1967年10月14日、フレッド・カリーと組んでアル・コステロ&レイ・セント・クレアーを破り、デトロイト版のNWA世界タッグ王座を獲得。テキサスでは1968年12月10日、ダラスにてザ・スポイラーからNWAテキサス・ヘビー級王座を奪取。同地区のエースだったフリッツ・フォン・エリックともタッグを組み、1969年12月17日にスポイラー&ゲーリー・ハートを破ってNWAアメリカン・タッグ王座を獲得している。
1970年代前半はフロリダ地区（エディ・グラハム主宰のチャンピオンシップ・レスリング・フロム・フロリダ）や中西部のセントルイス・レスリング・クラブなどに出場。中西部地区では再びヒールとなり、ビル・ミラーとの兄弟タッグを再結成、NWAの総本山だったキール・オーディトリアムにてジャック・ブリスコ&ビル・ロビンソンなどのチームと対戦している。
1972年1月には国際プロレスに来日し、1月6日に島原にてストロング小林のIWA世界ヘビー級王座に挑戦。1月28日には大田区体育館にて、カーティス・イヤウケアと組んでサンダー杉山&ラッシャー木村のIWA世界タッグ王座に挑戦した。翌1973年8月には全日本プロレスに参戦。1976年2月の全日本への再来日では、前年に公開され大ヒットした映画『ジョーズ』にあやかり、口を開けた鮫をイメージしたデザインのマスクをかぶり、ブルー・シャーク（The Blue Shark）なる覆面レスラーに変身。ザ・デストロイヤーの覆面世界一決定十番勝負の9戦目の相手となり、2月21日の後楽園ホールでのシリーズ開幕戦において、デストロイヤーの保持していたPWF認定USヘビー級王座に挑戦した。
1970年代中盤からはノースカロライナのNWAミッドアトランティック地区や、ミッドサウスのオクラホマやルイジアナを興行拠点とするNWAトライステート地区にて活動。ミッドアトランティックでは1974年2月27日、トーナメントの決勝でオレイ・アンダーソンを下しTV王座の初代王者となった。トライステートでは1975年5月14日、スカンドル・アクバから北米ヘビー王座を奪取している。
以降、キャリア晩年の1970年代末までミッドアトランティック地区のアンダーカードに出場。ベテランの中堅ベビーフェイスとして、ブルート・バーナード、キム・ドク、ラリー・シャープ、クラッシャー・ブラックウェル、ラシアン・ストンパー、スコット・アーウィン、ディック・マードックらと対戦。1976年7月16日には、海外修行中だった新日本プロレスのドクター・フジナミこと藤波辰巳と組み、後にWWFで活躍する若手時代のランディ・ポッフォ&ラニー・ポッフォと対戦している。
2016年6月6日、84歳で死去。

## 得意技
- バックドロップ
- バックドロップ・ホールド
- エアプレーン・スピン[4]

## 獲得タイトル
日本プロレス
- アジアタッグ王座：1回（w / フランク・バロア）[7]

ワールド・ワイド・レスリング・フェデレーション
- WWWF USタッグ王座：1回（w / ビル・ミラー）[10]

NWAオールスター・レスリング
- NWAカナディアン・タッグ王座（バンクーバー版）：3回（w / サンダー・コバックス、ロニー・エチソン、ホイッパー・ビリー・ワトソン） [9]

スタンピード・レスリング
- インターナショナル・タッグ王座：1回（w / ロニー・エチソン）[23]

NWAウエスタン・ステーツ・スポーツ
- NWA北米タッグ王座：5回（w / ビル・ミラー、リッキー・ロメロ×2、テリー・ファンク、ジェリー・コザック）[24]

NWAトライステート
- NWA北米ヘビー王座（トライステート版）：1回[20]

NWAビッグタイム・レスリング（ダラス）
- NWAテキサス・ヘビー級王座：1回[13]
- NWAアメリカン・タッグ王座：1回（w / フリッツ・フォン・エリック）[14]

NWAビッグタイム・レスリング（デトロイト）
- NWA世界タッグ王座（デトロイト版）：2回（w / ビル・ミラー、フレッド・カリー）[12]

チャンピオンシップ・レスリング・フロム・フロリダ
- NWA南部ヘビー級王座（フロリダ版）：1回[25]
- NWAフロリダ・ブラスナックル王座：1回[26]
- NWAフロリダ・タッグ王座：1回（w / ホセ・ロザリオ）[27]

ミッドアトランティック・チャンピオンシップ・レスリング
- NWAイースタン・ステーツ・ヘビー級王座：1回[28]
- NWAミッドアトランティックTV王座：1回[19]